# 3854 i 3 kroki
3854 i 3 kroki – minialbum polskiego rapera i producenta muzycznego Pelsona. Wydawnictwo ukazało się 7 grudnia 2012 roku nakładem wytwórni Step Records. Stroną producencką zajął się duet MAUi WOWiE (Rollin' i Dj Tort). Pierwsze 1000 egzemplarzy materiału zostało własnoręcznie podpisane przez artystę w ramach przedsprzedaży. Płytę poprzedziły 3 teledyski: "Wierny sobie", "Intro" oraz "Sen na jawie". Gościnnie w nagraniach wzięli udział: Grizzlee, Eldo, Kubson oraz Hades.
Nagrania dotarły do 3. miejsca zestawienia OLiS

## Lista utworów
Opracowano na podstawie materiału źródłowego
1. "Intro" (produkcja: MAUi WOWiE) – 2:57
2. "Sen na jawie" (produkcja: MAUi WOWiE, gościnnie: Grizzlee) – 3:20[A]
3. "Wierny sobie" (produkcja: Rollin') – 3:20[B]
4. "Kinematografia" (produkcja: MAUi WOWiE, gościnnie: Eldo) – 3:25
5. "O niej" (produkcja: MAUi WOWiE, gościnnie: Hades) – 3:25
6. "Czarno-biały" (produkcja: MAUi WOWiE, gościnnie: Kubson)- 3:25
7. "Tej nocy" (produkcja: MAUi WOWiE) – 3:25
8. "Ostatni dzień" (produkcja: MAUi WOWiE) – 4:26

Notatki
- A^ W utworze wykorzystano sample z piosenki "I Want Cha' Baby" w wykonaniu Billy'ego Paula[6].
- B^ W utworze wykorzystano sample z piosenki "Czy jest gdzieś taki ktoś" w wykonaniu Zdzisławy Sośnickiej[6].